# Iván Rosado
Juan Manuel Rosado Mojarro conocido como Iván Rosado (Huelva, 24 de abril de 1974) es un exfutbolista español. Ha jugado en el Recreativo Huelva, Rayo Vallecano, Osasuna, Xerez CD, Málaga CF. Iván decidió retirarse a los 34 años de edad tras disputar más de 400 partidos como profesional. Su mejor época fue cuando militaba en el C.A. Osasuna, donde fue vital para el ascenso y para consolidarse en la Primera División española. En su primera temporada en 1ª división con Osasuna consiguió 14 goles en Liga, cifra que nadie había conseguido alcanzar en dicho club desde Sabino Ondonegui en el año 1955, pero que fue superada por el delantero croata Ante Budimir “el cisne de Zenica” con  17 tantos en la temporada 2023/2024. Es el segundo máximo goleador de la historia del Recreativo de Huelva,Decano del fútbol español, con 77 goles 143 partidos, siendo así el segundo máximo goleador de la historia del decano por detrás del uruguayo Arzugararay.En su última temporada en el dicho club consiguió también el récord de goles en una temporada con 28 goles en liga, lo que supuso casi el 52 % de los goles del equipo( 28 de 54 goles). Consiguió 3 ascensos a 1ª división,Rayo Vallecano (1999),Osasuna (2000) y Málaga (2008).No descendió de categoría en sus 16 años de profesional. Actualmente es entrenador del Sporting Club de Huelva, que milita en la Liga F.

## Clubes
| Club                 | País   | Año       |
| -------------------- | ------ | --------- |
| Recreativo de Huelva | España | 1992-1997 |
| Rayo Vallecano       | España | 1997-1999 |
| CA Osasuna           | España | 1999-2005 |
| Xerez CD             | España | 2005-2006 |
| Málaga CF            | España | 2006-2008 |

- Datos: Q3776412